# 1992년 세계 박람회 (세비야)
세비야 세계 박람회(스페인어: Exposición Universal de Sevilla)는 1992년 4월 20일부터 10월 12일까지 스페인 세비야 카르투하 섬에서 열린 세계 박람회(엑스포)이다. 엑스포의 주제는 "발견의 시대"로 100여개 국가가 참가하였다. 같은 기간 이탈리아 제노바에서도 세계 박람회가 열렸다.